# هلووا باس
هلووا باس (به انگلیسی: Helluva Boss) سریال اینترنتی موزیکال پویانمایی بزرگسالان می‌باشد که توسط ویوین «ویزی‌پاپ» مدرانو خلق شده‌است. پایلوت این انیمیشن در ۲۵ نوامبر سال ۲۰۱۵ به‌نمایش درآمد و اولین قسمت نیز در ۳۱ اکتبر سال ۲۰۲۰ منتشر شد. هلووا باس در همان دنیای خیالی هزبین هتل جریان دارد، و توسط اسپیندل‌هورس تونز تهیه شده‌است. فصل اول این انیمیشن سریالی تنها فقط  بروی کانال یوتیوب مدرانو منتشر شده که این موضوع برای دیگر انیمیشن‌های او نیز صدق می‌کند. فصل دوم در ۳۰ ژوئیهٔ سال ۲۰۲۰ به‌نمایش درآمده‌است. در ۲۷ مارس سال ۲۰۲۳ تأیید شد که فصل سوم درحال ساخت است.